# Kaneyoshi Izumi
和泉 かねよし
Œuvres principales
- 100% Doubt !! (2000-2002)
- Seiho men's school !! (2007-2010)
- La Fleur millénaire (2008-2017)
- Called Game (2017-)

Kaneyoshi Izumi (和泉かねよし, Izumi Kaneyoshi) est une mangaka née un 1er avril au Japon. Elle est spécialisée dans le shōjo.

## Biographie
Kaneyoshi Izumi vit dans la ville d'Izu dans la préfecture de Shizuoka. Elle a commencé sa carrière en 1995 avec un oneshot intitulé Tenshi (天使) prépublié dans le Betsucomi, et publié en 1997 dans Wild de Ikou !!. Cette année-là, elle est sélectionnée lors du 36ème Prix Shōgakukan du meilleur nouvel artiste dans la catégorie shōjo/josei, qui est une récompense existant depuis 1978,.     
Elle enchaîne ensuite des oneshots.    
En 1999, elle commence sa première série, Te no Hira wo Taiyou ni (手のひらを太陽に).   
En 2005, sa série nommée Sonnan Ja Nee Yo (そんなんじゃねえよ) (2002-2006) est récompensée lors du 51ème Prix Shōgakukan pour le meilleur manga shōjo.   
En 2006, un chapitre oneshot est prépublié dans le Monthly Sunday Gene-X, qui sera par la suite publié en 2012 dans Pure Love Seasons 2. En septembre 2006, elle commence la série Seiho Men's School !!, qui se terminera en 2010. Elle compte plus de 1,5 million d'exemplaires vendus. 
En 2008, la prépublication de La Fleur millénaire (女王の花, Joō no hana) commence dans le Betsucomi. En 2014, elle est récompensée pour celle-ci lors du 60ème Prix Shōgakukan dans la catégorie du meilleur manga shōjo. La série s'est écoulée à plus de 1,2 million d'exemplaires. 
D'avril 2017 à mars 2019, le oneshot Suisou Yakyoku est prépublié dans le magazine Monthly Flowers en plus du Betsucomi où elle est habituellement prépubliée.  
Depuis juillet 2017, Kaneyoshi Izumi planche sur une série nommée Cold Game et prépubliée chez Betsucomi.   
En juillet et août 2020, deux chapitres constituant l'épilogue de Seiho men's school !! sont publiés, dix ans après la fin de la série. Puis en octobre 2020 sort une adaptation en drama de la série Seiho men's school !!. 
Fin 2021, le magazine Flowers annonce que l'auteure va publier un chapitre oneshot en 2022 pour les vingt ans du magazine. 
En France, c'est en 2009 que sort une des séries de Kaneyoshi Izumi pour la première fois, avec 100% Doubt!!. Ses mangas sont publiés par Kazé Manga.
Elle aime faire de la moto, et jouer du piano.   

## Œuvres

### Mangas
Les mangas scénarisés et illustrés par Kaneyoshi Izumi,, : 
- 1997 : 
  - 2/2 (にぶんのに 和泉かねよし傑作集, Nibun no ni Izumi Kaneyoshi Kessakushū?) (recueil de nouvelles)
  - Wild de Ikou !! (ワイルドで行こう!! 和泉かねよし傑作集, Wairudo de ikou!! Izumi Kaneyoshi Kessakushū?) (recueil de nouvelles)
- 1998 : Himitsu no Hanazono (秘密の花園 和泉かねよし傑作集, Himitsu no Hanazono Izumi Kaneyoshi Kessakushū?) (recueil de nouvelles)
- 1999 : 
  - Kaneyoshi Izumi no Isekai 01 : Bakuretsu! Yamato Nadeshiko (バクレツ!大和撫子: 和泉かねよしの世界 1?) (oneshot)
  - Kaneyoshi Izumi no Isekai 02 : Cinderella no Tetsu Geta (シンデレラの鉄ゲタ 和泉かねよしの世界 2, Shinderera no Tetsu Geta Izumi Kaneyoshi no Isekai 2?) (oneshot)
  - Te no Hira wo Taiyou ni (手のひらを太陽に?)
- 2000 : 100% Doubt !! (ダウト!!, Dauto!!?)
- 2002 : Sonnan Ja Nee Yo (そんなんじゃねえよ?)
- 2003 : Bitter - Nakechau Koi Monogatari (BITTER - 泣けちゃう恋物語?), l'histoire Racing Queen (サーキットの女王様, Sākitto no Joō-sama?) (chapitre oneshot)
- 2004 : Bitter II - Anata Dake ni Aisaretai (BITTER II あなただけに愛されたい?), l'histoire Bi Danshi Bi Joshi (微男子 微女子?) (chapitre oneshot)
- 2006 : 
  - Ni no Hime no Monogatari (二の姫の物語?) (recueil de nouvelles)
  - Seiho men's school !! (メンズ校, Menzu Kou?), ainsi qu'en 2020 avec 2 chapitres pour l'épilogue
- 2008 : La Fleur millénaire (女王の花, Joou no Hana?)
- 2012 : 
  - Pure Love Seasons 2 Natsu ~ Hageshiku ~ (Pure Love Seasons 2 夏～はげしく～?), l'histoire Tenshi Shiiku Nikki (天使飼育日記?) prépubliée en 2006 (chapitre oneshot)
  - Pure Love Seasons 2 Umi ~ Natsu - Kokuhaku ~ (Pure Love Seasons 2 海 ～夏・告白～?), l'histoire HONEY SO SWEET (chapitre oneshot)
- 2017 : 
  - Called Game / Cold Game - Vivre ou mourir, ou aimer calmement (コールドゲーム - Vivre ou mourir, ou aimer calmement, Kōrudo gēmu - Vivre ou mourir, ou aimer calmement?)
  - Suisou Yakyoku (水槽夜曲?) (oneshot)

### Illustration
- 2021 : Called Game / Cold Game - Vivre ou mourir, ou aimer calmement (コールドゲーム - Vivre ou mourir, ou aimer calmement, Kōrudo gēmu - Vivre ou mourir, ou aimer calmement?), pochette du DVD pour l'édition spéciale du tome 5.

## Adaptation

### Drama
- 2020 : Men's Kou (Seiho Men's School !!)

### CD-Drama
- 2008, 2009 : Seiho Men's School !! (4)
- 2021 : Called Game (1)

## Récompenses et nomination
- 1995 : Nomination pour le 36ème Prix Shōgakukan du meilleur nouvel artiste dans la catégorie shōjo/josei (Tenshi)
- 2005 : Lauréate du 51ème Prix Shōgakukan dans la catégorie du meilleur manga shōjo (Sonnan Ja Nee Yo)
- 2014 : Lauréate du 60ème Prix Shōgakukan dans la catégorie du meilleur manga shōjo (La Fleur millénaire)